# داميان سكانيل
داميان سكانيل (بالإنجليزية: Damian Scannell)‏ هو لاعب كرة قدم بريطاني في مركز نصف الجناح، ولد في 28 أبريل 1985 في كرويدون في المملكة المتحدة. لعب مع داغنهام وريدبريدج ودولويتش هاملت وساتون يونايتد ونادي بروملي ونادي برينتفورد ونادي ساوثيند يونايتد ونادي فيشر أثليتيك.

## وصلات خارجية
- داميان سكانيل على موقع قاعدة بيانات كرة القدم.إي يو (الإنجليزية)
- داميان سكانيل على موقع Soccerbase.com (لاعب) (الإنجليزية)